# Cafeaua arăbească tradițională

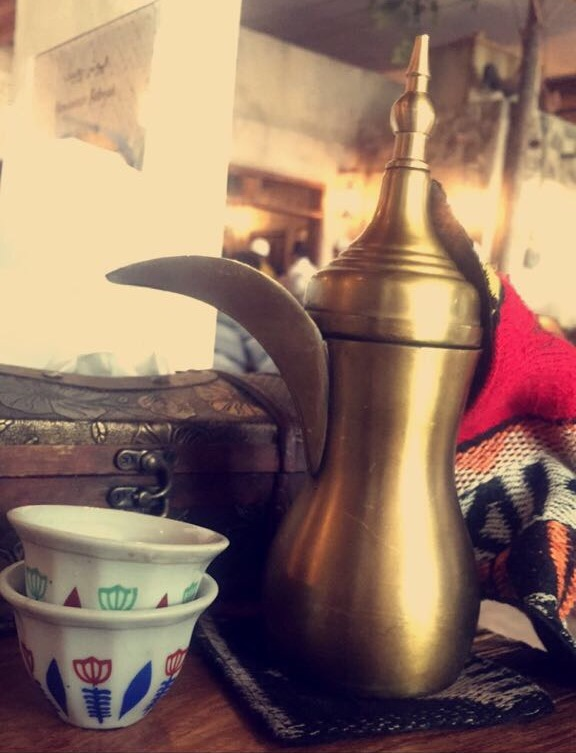
Mod de servire a cafelei tradiționale arăbești

Cafeaua arăbească tradițională -  este cafeaua preparată de către locuitorii din țările arabe și are o semnificație culturală  începând cu ocaziile în care această cafea este băută până la ritualul propriu-zis. Această cafea se distinge de cafeaua normală băută în țările arabe în cafenele sau alte localuri, deoarece cafeaua tradițională nu se comercializează, ea fiind preparată și servită doar în spațiile private (locuință, magazin propriu) ale  arabilor.
Cafeaua tradițională  face parte din complexa cultură arabă, având numeroase semnificații, fiind cunoscută în întreaga lume arabă ca un mod original de ospitalitate, un mijloc de interacțiune, o modalitate de a marca anumite evenimente din viață precum nașterile, nunțile sau funeraliile; precum și o manifestare a respectului, lucru esențial în viața cotidiană a lumii arabe.

## Origini

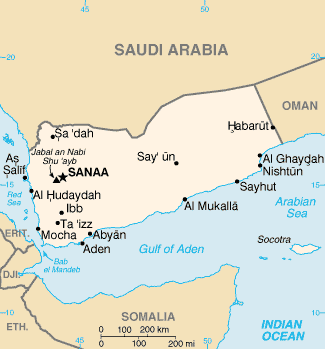
Yemen -Poziționare geografică

Conform unor scrieri, cafeaua arăbească datează de la jumătatea secolului al XV-lea fiind prezentă în regiunea Yemenului de astăzi și băută în locașurile de cult sufite de către adepți cu scopul de a le oferi o mai mare rezistență la oboseală în timpul ritualurilor spirituale.  De aici, în următorul secol cafeaua arăbească s-a extins în întreaga Peninsulă Arabă, în Persia, Siria, Turcia și Egipt.
De asemenea, în ceea ce privește originea cafelei arabe există un mit potrivit căruia cafeaua este originară din Etiopia, acolo unde un păstor pe nume Kaldi a observat caprele sale comportându-se ciudat după ce au mâncat fructele căzute dintr-un copac. Ulterior Kaldi a gustat și el fructele (boabele de cafea) și a simțit un plus de energie. Acesta a luat boabele și le-a dus unui imam care a presupus că boabele nu au un scop bun și  provin de la diavol, astfel le-a aruncat în foc. Mirosul plăcut provenit de la boabele de cafea prăjite i-a schimbat părerea imamului, le-a luat din foc și le-a pus în apă fierbinte, astfel fiind preparată prima cafea. Acest mit susține prezența cafelei arăbești în Yemen din considerente geografice, între Etiopia și zona Yemenului existând rute de tranzit pentru comercianți.

## Modul de preparare al cafelei tradiționale arăbești

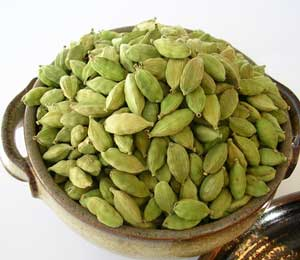
Cardamom

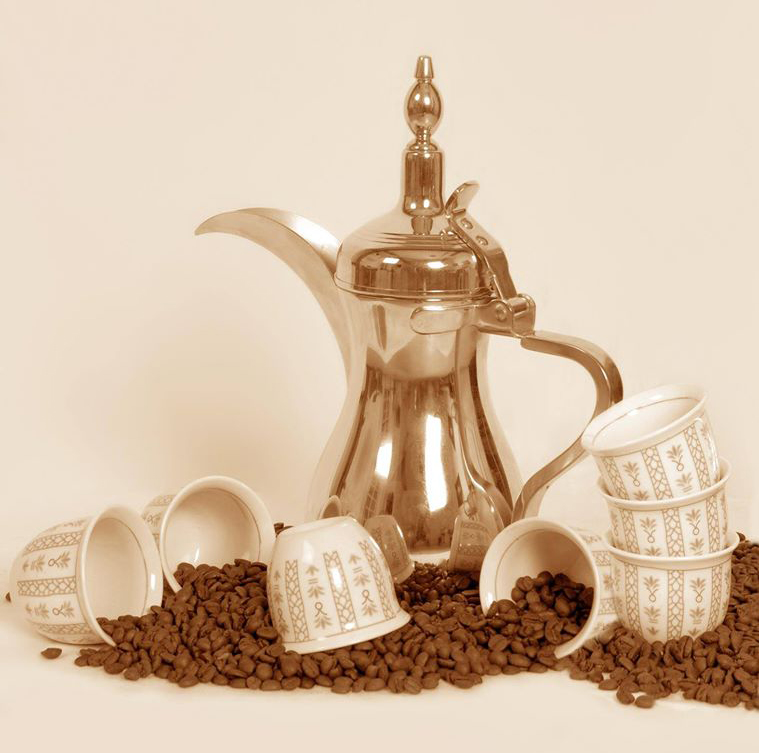
Recipientele dallah și finjaan

Prepararea cafelei tradiționale arăbești, la fel ca orice alt element din cultura arabă diferă în funcție de regiune, tradiții locale, obiceiuri, etc. Totuși există un mod standard de preparare a cafelei tradiționale practicat în majoritatea țărilor arabe. Așadar, cafeaua arăbească poate să fie preparată fără niciun alt ingredient sau să fie adăugat cardamom. Boabele de cafea sunt prăjite fie puternic, fie ușor înainte de a se adăuga cardamomul, iar apoi conținutul este luat de pe foc și este adăugat într-un recipient umplut cu apă fierbinte.   Există anumite particularități cu privire la gen în special în cazul beduinilor, unde cafeaua este preparată în mod tradițional de către bărbați în prezența invitaților.
Cafeaua arăbească nu conține îndulcitor, astfel uneori este băută alături de fructe uscate sau confiate pentru a reduce gustul ușor amar al cafelei. În funcție de regiune, cafeaua arăbească tradițională poate fi preparată și cu șofran, scorțișoară sau cuișoare.

## Recipientele pentru cafeaua tradițională arăbească
Pentru servirea cafelei tradiționale arăbești se folosește un recipient mare având forma unei lămpi numit dallah (în arabă – دلة) din care se servește cafeaua și alte recipiente mai mici asemănătoare ceștilor de cafea, dar fără mâner numite finjaan  (în arabă – فنجان)  în care se pune cafeaua pentru a fi băută.
Ambele recipiente au rolul de a reduce temperatura cafelei pentru momentul în care aceasta este băută.   Recipientul dallah este confecționat în mod tradițional din cupru însă pot fi întâlnite și recipiente din porțelan. În cazul recipientelor finjaan acestea sunt confecționate din porțelan sau sticlă.
Dallah a devenit din punct de vedere cultural un reper identitar pentru țările arabe, fiind un simbol prezent pe monede (Emiratele Arabe Unite), pe monumente sau clădiri din țările arabe.   

## Ritualul servirii și băutului cafelei tradiționale arăbești

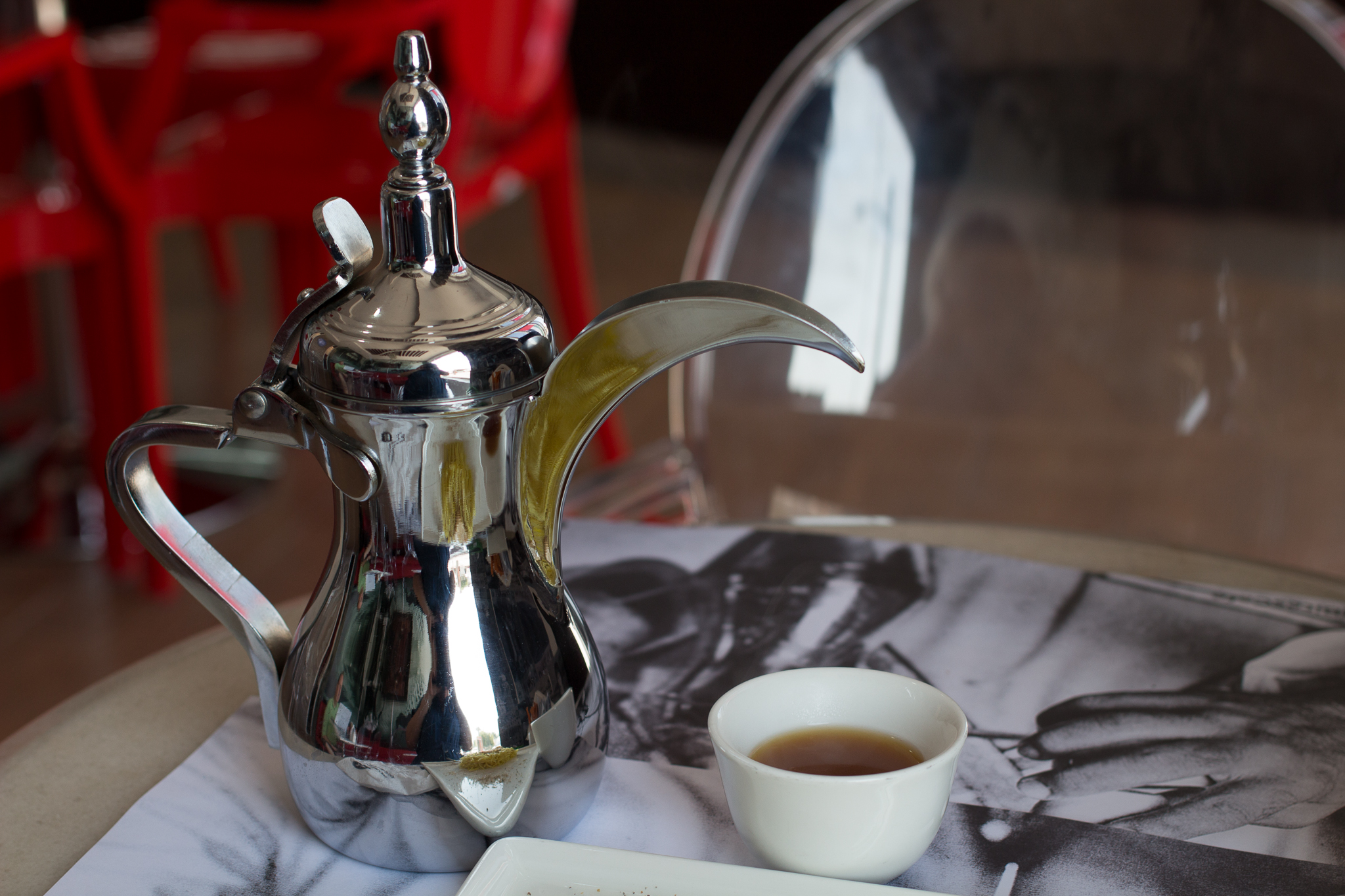
Recipient cu cafea tradițională arăbească

În general cafeaua tradițională arăbească se servește musafirilor ca un semn de ospitalitate din partea gazdei. Dallah-ul este luat de către gazdă (bărbatul) și ținut în mâna stângă, iar  cu mâna dreaptă își va umple un recipient și va gusta cafeaua pentru a se asigura că poate fi băută de către musafiri. Ulterior, va umple recipientele musafirilor, începând cu bărbatul cel mai în vârstă dintre musafiri, continuând cu bărbații și terminând cu femeile invitate.  Musafirii vor lua recipientele de asemenea cu mâna dreaptă (dreapta reprezentând în islam, binele). În cazul în care printre musafiri se află o persoană care studiază religia islamică sau face parte din sistemul religios islamic acesta va fi primul servit de către gazdă.
Persoana care servește cafeaua trebuie să stea ridicată și să aștepte până când musafirii nu mai doresc cafea. Acest lucru se face prin clătinarea recipientelor de către musafiri. În cazul în care musafirul nu clatină recipientul, gazda îi va pune din nou cafea.

## Semnificații

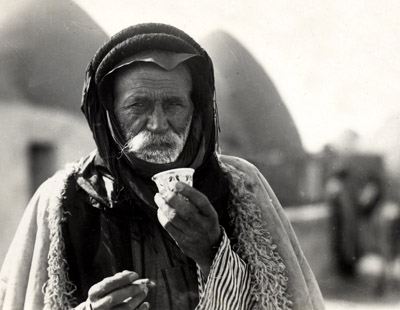
Cafea tradițională arăbească băută de un beduin

Prin intermediul cafelei tradiționale arăbești se creează un canal de interacțiune. Spre exemplu, dacă un musafir refuză să bea cafeaua, înseamnă că acea persoană dorește ceva din interiorul casei. 
Lucrul acesta se întâmplă adeseori în momentul în care părinții băiatului cer acordul părinților fetei să se realizeze căsătoria între tineri.  În cazul în care tatăl fetei acceptă această cerință, cafeaua este băută de tatăl băiatului, iar căsătoria se va realiza. În caz contrar, cafeaua va rămâne în recipient, iar acest lucru în unele regiuni  aduce rușine pentru familia fetei. 
De asemenea, această modalitate se aplică și în alte cazuri, cum ar fi dicuțiile cu privire la anumite probleme, sau în cazul tranzacțiilor comerciale între indivizi.                                                                                                